# ATF2
ATF2 (англ. Activating transcription factor 2) – білок, який кодується однойменним геном, розташованим у людей на короткому плечі 2-ї хромосоми.  Довжина поліпептидного ланцюга білка становить 505 амінокислот, а молекулярна маса — 54 537.
| 10         |  | 20         |  | 30         |  | 40         |  | 50         |
| ---------- |  | ---------- |  | ---------- |  | ---------- |  | ---------- |
| MKFKLHVNSA |  | RQYKDLWNMS |  | DDKPFLCTAP |  | GCGQRFTNED |  | HLAVHKHKHE |
| MTLKFGPARN |  | DSVIVADQTP |  | TPTRFLKNCE |  | EVGLFNELAS |  | PFENEFKKAS |
| EDDIKKMPLD |  | LSPLATPIIR |  | SKIEEPSVVE |  | TTHQDSPLPH |  | PESTTSDEKE |
| VPLAQTAQPT |  | SAIVRPASLQ |  | VPNVLLTSSD |  | SSVIIQQAVP |  | SPTSSTVITQ |
| APSSNRPIVP |  | VPGPFPLLLH |  | LPNGQTMPVA |  | IPASITSSNV |  | HVPAAVPLVR |
| PVTMVPSVPG |  | IPGPSSPQPV |  | QSEAKMRLKA |  | ALTQQHPPVT |  | NGDTVKGHGS |
| GLVRTQSEES |  | RPQSLQQPAT |  | STTETPASPA |  | HTTPQTQSTS |  | GRRRRAANED |
| PDEKRRKFLE |  | RNRAAASRCR |  | QKRKVWVQSL |  | EKKAEDLSSL |  | NGQLQSEVTL |
| LRNEVAQLKQ |  | LLLAHKDCPV |  | TAMQKKSGYH |  | TADKDDSSED |  | ISVPSSPHTE |
| AIQHSSVSTS |  | NGVSSTSKAE |  | AVATSVLTQM |  | ADQSTEPALS |  | QIVMAPSSQS |
| QPSGS      |  |            |  |            |  |            |  |            |

A: Аланін

C: Цистеїн

D: Аспарагінова кислота

E: Глутамінова кислота

F: Фенілаланін

G: Гліцин

H: Гістидин

I: Ізолейцин

K: Лізин

L: Лейцин

M: Метіонін

N: Аспарагін

P: Пролін

Q: Глутамін

R: Аргінін

S: Серин

T: Треонін

V: Валін

W: Триптофан

Кодований геном білок за функціями належить до трансфераз, активаторів, фосфопротеїнів. 
Задіяний у таких біологічних процесах як транскрипція, регуляція транскрипції, пошкодження ДНК, поліморфізм, ацетиляція, альтернативний сплайсинг. 
Білок має сайт для зв'язування з іонами металів, іоном цинку, ДНК. 
Локалізований у цитоплазмі, ядрі, мембрані, мітохондрії, зовнішній мембрані мітохондрій.